# 凯氏定氮法

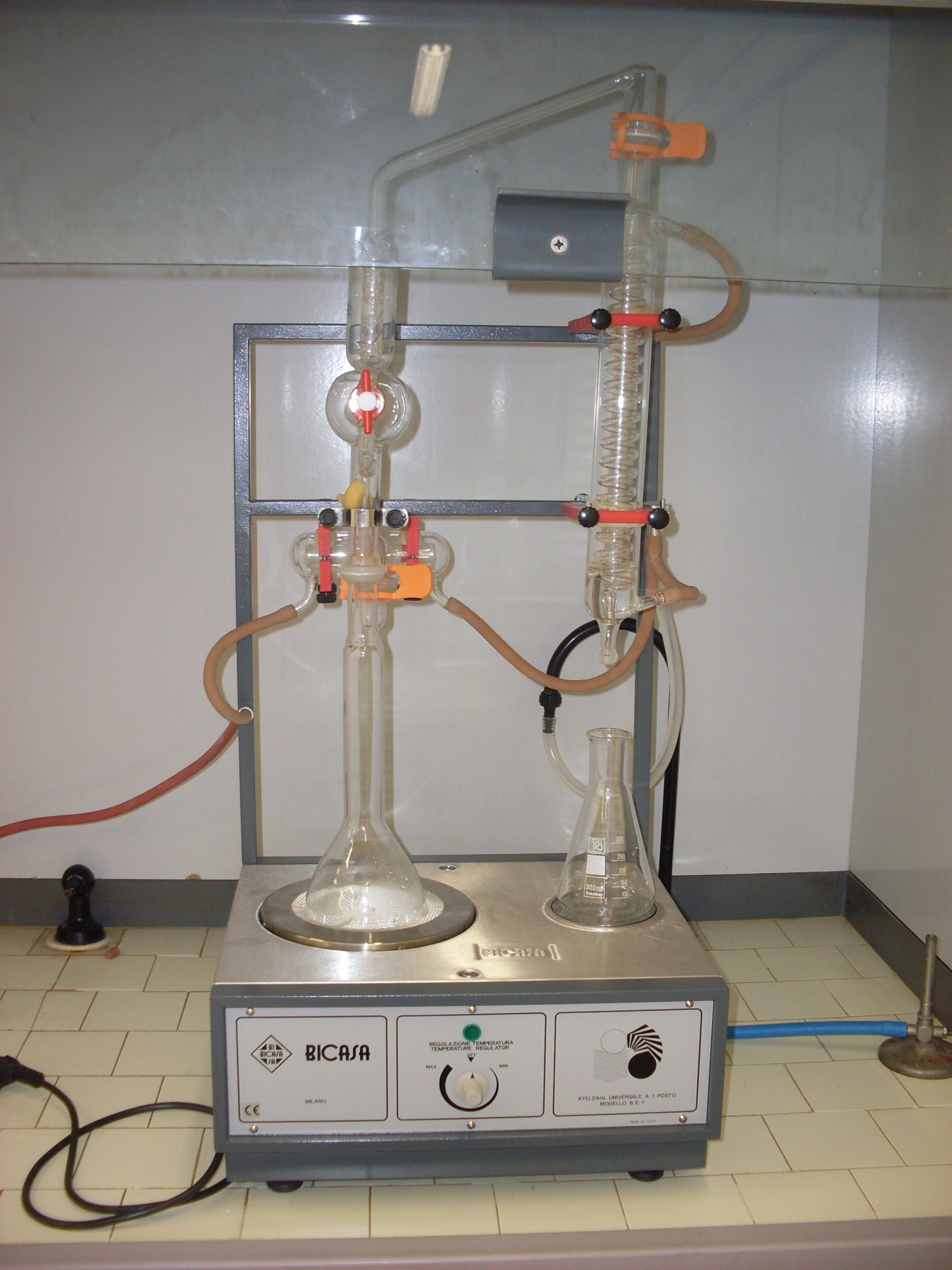
装置图

凯氏定氮法（英語：Kjeldahl method，全称凯耶达尔定氮法，简称凯氮法）是分析化学中一种常用的确定有机化合物中氮含量的检测方法。这种方法是由凯耶达尔在1883年发明的。

## 方法
将有机化合物与硫酸共热使其中的氮转化为硫酸铵。在这一步中，经常会向混合物中加入硫酸钾来提高中间产物的沸点（从337℃到373℃）。样本的分解过程的终点很好判断，因为这时混合物会变得无色且透明（开始时很暗）。
在得到的溶液中加入少量氢氧化钠，然后蒸馏。这一步会将铵盐转化成氨。而总氨量（由样本的含氮量直接决定）会由反滴定法确定：冷凝管的末端会浸在硼酸溶液中。氨会和酸反应，而过量的酸则会在甲基橙的指示下用碳酸钠滴定。滴定所得的结果乘以特定的转换因子就可以得到结果。
通过凯氏定氮法测得的含氮量一般被称作总凯氮量。总凯氮量有时并不能真正地反映样本中的蛋白质含量，因为所测定的部分含氮量可能不是由蛋白质转化来的。
样本的分解： 蛋白质 + H2SO4 → (NH4)2SO4(aq) + CO2(g) + SO2(g) + H2O(g)
铵盐的分解： (NH4)2SO4(aq) + 2NaOH → Na2SO4(aq) + 2H2O(l) + 2NH3(g)
氨的固定： H3BO4 + NH3 → NH4H2BO4
反滴定： NH4H2BO4 + HCl → NH4Cl + H2BO4+H+
如今，凯氏定氮法已经可以自动化进行，一些催化剂（如氧化汞或硫酸铜）也被使用来提高反应速率。

## 转换因子
转换因子是通过凯氏定氮法测得的氮换算为蛋白质的系数。理想状态下的蛋白质中的氮含量约为16%，所以测量值乘以6.25即为蛋白质量。下表为总结出的转换因子数值。
| 样本                   | 转换因子 |
| ---------------------- | -------- |
| 乳制品                 | 6.38     |
| 面粉                   | 5.70     |
| 玉米、高粱             | 6.24     |
| 花生                   | 5.46     |
| 大米                   | 5.95     |
| 大豆                   | 5.71     |
| 肉                     | 6.25     |
| 大麦、小米、燕麦、裸麦 | 5.83     |
| 芝麻、向日葵           | 5.30     |

## 应用
凯氏定氮法的普遍适用性、精确性和可重复性已经得到了国际的广泛认可。它已经被确定为检测食品中蛋白质含量的标准方法。但是，这种方法并不能给出真实的蛋白质含量，因为所测定的氮可能不仅仅是由蛋白质转化来的。这可以从2007年美国宠物食品污染事件和2008年中国毒奶粉事件等食品安全事件中被体现：三聚氰胺，一种含氮量较高的物质，被添加到了食品中以伪造较高的含氮量。另外，由于不同的氨基酸序列，这种方法也需要许多不同的校正因子。而且，凯氏定氮法还需要使用浓硫酸和较长时间的加热（一般来讲，大于1小时）。这也造成了在粗略测量蛋白质含量时，杜马法有时更方便些。